# 加藤渉 (建築学者)
加藤 渉（かとう わたる、1915年8月15日 - 1997年6月12日）は、日本の建築構造学者、海洋建築工学者、構造デザイナー。
東京神田生まれ。大学卒業後満洲国大陸科学院に勤務。小野薫に師事。
その後仲間の建築技師らと現地召集により、陸軍造船中隊凌水屯部隊でコンクリート船設計に関与。
戦後は母校日本大学旧工学部、現理工学部で長く教鞭を執り、その後理工学部長を歴任。在任中海洋建築工学科を創設。大学外部では株式会社カトー設計事務所を主宰。シェル構造建築を1951年に「鶴見倉庫」を小野薫と試みる。こうしたシェル構造に関する一連の研究により、日本建築学会賞を受賞。

## 主な設計
- 旧大宮市民会館 1969年
- 旧東京都体育館[6]
- 千葉県総合運動場体育館、零のガウス曲率、円錐形シェル
- 大田区体育館 1965年（昭和40年）竣工 4枚組合せ鉄骨HPシェル
- 日本大学生産工学部 円筒形シェル、零のガウス曲率、
- 旧与野市庁舎 1968年
- 厚生年金新潟市体育館 1961年 日本における DOCOMOMO150選 鉄骨HPシェル
- 国際文化会館[7]

## 著書
単著
- 応用弾性学の基礎 コロナ社 1974

共著
- 建築応用力学演習 (共立全書) 1952年、榎並 昭と共著
- 建築応用力学 (共立全書) 昭和24年初版、改訂版1982年、小野 薫と共著
- 建築実験 斎藤謙次と共監修 彰国社 1967年初版
- 曲板構造の設計 西村敏雄と共著 彰国社 1963
- 骨組・板・曲板の力学 ; 材料の力学 梅村魁ほか共著 彰国社 1959

共翻訳
- 円筒形シェルの設計 H.Lundgren 著 ; 寺崎恒正と共訳 コロナ社 1962
- 建築空間と構造デザイン 鳳山社、昭和47年 Heinrich Engel著
- 土質力学 テルツァギ, ペック 著 ; 星埜和 らと 丸善 1969